# Paederia microcephala
Paederia microcephala är en måreväxtart som beskrevs av Jean Baptiste Louis Pierre och Charles-Joseph Marie Pitard. Paederia microcephala ingår i släktet Paederia och familjen måreväxter. Inga underarter finns listade i Catalogue of Life.